# Promazine
La promazine est un antipsychotique de première génération.